# Han Wendi
Han Wendi (kinesiska: 汉文帝, Hàn Wéndì), född 202 f.Kr., död 157 f.Kr., var kejsare under den kinesiska Handynastin (206 f.Kr.–220) och regerade från 180 f.Kr. fram till sin död 157 f.Kr. 
Han Wendi var son till Handynastinds grundare kejsare Han Gaozu. Hans personliga namn var Liu Heng (刘恒). Kejsare Wendi tog makten i Kina efter att Änkekejsarinnan Lü avlidit. Han Wendi fortsatte likt sina företrädare med låga skatter i landet för att lugna ekonomin. Han stimulerade produktionen i landet genom att dela ut titlar till dem som levererade spannmål till regeringen. Han Wendi byggde, till skillnad från både sina företrädare och efterträdare, inte någon gigantisk pyramid till sin grav. Kejsaren är begravd i Han Bailing där gravkammaren är utgrävd inuti ett berg 15 km öster om centrum av dagens Xi'an.